# Zombie Ghost Train
Zombie Ghost Train war eine 2002 gegründete australische Psychobilly-Band aus Sydney.

## Geschichte
Die Band tourte bereits mehrmals durch Europa und Australien und dreimal durch die USA. Bei ihren Konzerten haben die Mitglieder meist ein zombiemäßiges Aussehen mit Blutflecken, schwarzer zombiemäßiger Kleidung, weißgefärbten Gesichtern und schwarzen Tränen.
Im Jahr 2007 verließ Schlagzeuger Azzy T die Band um in anderen musikalischen Projekten Erfahrung zu sammeln. Er wurde durch JM ersetzt. Am 26. April 2009 gab die Band ihre Auflösung bekannt.

## Diskografie
- 2003: Monster Formal Wear (EP, Shrunken Head Records)
- 2005: Glad Rags & Body Bags (Album)
- 2007: Dealing the Death Card (Album, Resist Records)